# Soya Takahashi
Soya Takahashi (高橋 壮也 Takahashi Soya?, Shimane, 29 de febrero de 1996) es un futbolista japonés que juega como defensa en el Umeå FC de la Primera División de Suecia.

## Trayectoria

### Clubes
| Club                      | País           | Año       |
| ------------------------- | -------------- | --------- |
| Sanfrecce Hiroshima       | Japón          | 2014-2019 |
| J. League sub-22 (cedido) | Japón          | 2014-2015 |
| Fagiano Okayama (cedido)  | Japón          | 2018      |
| AFC Eskilstuna            | Suecia         | 2019      |
| Umeå FC                   | Suecia         | 2020-2021 |
| Oakland Roots S. C.       | Estados Unidos | 2021      |
| Umeå FC                   | Suecia         | 2022-     |

## Estadística de carrera

### J. League
| Club                | Año   | J. League | J. League | Copa J. League | Copa J. League | Total | Total |
| Club                | Año   | Part.     | Goles     | Part.          | Goles          | Part. | Goles |
| ------------------- | ----- | --------- | --------- | -------------- | -------------- | ----- | ----- |
| Sanfrecce Hiroshima | 2014  | 0         | 0         | 0              | 0              | 0     | 0     |
| Sanfrecce Hiroshima | 2015  | 0         | 0         | 4              | 0              | 4     | 0     |
| Sanfrecce Hiroshima | 2016  | 2         | 0         | 0              | 0              | 2     | 0     |
| Sanfrecce Hiroshima | 2017  | 21        | 0         | 6              | 0              | 27    | 0     |
| J. League sub-22    | 2014  | 9         | 0         | -              | -              | 9     | 0     |
| J. League sub-22    | 2015  | 10        | 0         | -              | -              | 10    | 0     |
| Total               | Total | 42        | 0         | 10             | 0              | 52    | 0     |